# 強烈熱帶風暴貝碧嘉 (2000年)
強烈熱帶風暴貝碧嘉（英語：Severe Tropical Storm Bebinca，國際編號：0021，聯合颱風警報中心：31W，菲律賓大氣地球物理和天文管理局：Seniang）為2000年太平洋颱風季第二十一個被命名的風暴。「貝碧嘉」一名由澳門提供，是一種牛奶布丁，澳門人喜愛的食物，可於澳門的葡國餐廳找到。

## 發展過程
10月30日UTC18時，一熱帶低氣壓在帕勞北部海面上生成。該熱帶低氣壓幾乎與象神有著相同的過程。11月1日UTC0時，該熱帶低氣壓在棉蘭老島東北面增強為熱帶風暴，並命名為貝碧嘉。UTC18時，貝碧嘉在呂宋東南部增強為強烈熱帶風暴。11月2日UTC18時，貝碧嘉登陸菲律賓奎松省雷亞爾後，然後開始減弱。11月3日UTC0時，貝碧嘉在呂宋西部減弱為熱帶風暴。貝碧嘉進入南海後，11月4日UTC0時，貝碧嘉重新增強為強烈熱帶風暴。11月5日，貝碧嘉轉為向北移動。11月6日，貝碧嘉轉為向西移動，強度逐漸減弱。UTC12時，貝碧嘉減弱為熱帶風暴。11月7日UTC0時，貝碧嘉在香港以東南減弱為熱帶低氣壓。11月8日UTC0時，完全消散。

## 影響

### 香港
當地懸掛最高熱帶氣旋警告信號： 一號戒備信號
一號戒備信號在十一月四日下午2時40分懸掛，當時貝碧嘉位於香港東南偏南約740公里。在隨後的數日，本港大致多雲並有幾陣微雨，吹和緩北至東北風，離岸風勢間中清勁。香港天文台總部在十一月六日下午3時正錄得最低瞬時海平面氣壓為1008.6百帕斯卡。翌日，貝碧嘉逐漸減弱為一熱帶風暴並趨近香港。
十一月七日，受到貝碧嘉的外圍雨帶所影響，本港多雲有雨。本地風力亦轉吹清勁並有時疾勁偏東風，離岸海域及高地吹強風。貝碧嘉約在午夜時分最接近本港，當時它位於香港西南偏南約150公里。由於貝碧嘉開始遠離本港並進一步減弱，本地風力亦有所減弱，所有熱帶氣旋警告信號在十一月八日上午7時40分除下。受貝碧嘉的影響，熱帶氣旋警告信號共懸掛了89小時，這是歷來十一月份最長的一次。
貝碧嘉影響香港期間，本港並沒有嚴重破壞及傷亡的報告。

### 澳門
當地懸掛最高熱帶氣旋警告信號：  一號風球
11月4日下午4時，澳門地球物理暨氣象局懸掛一號風球。
11月8日上午9時，澳門氣象局除下所有熱帶氣旋警告信號。

### 臺灣
當地發佈最高熱帶氣旋警告信號：海上颱風警報
11月6日上午10時15分，中央氣象局發布海上颱風警報。
11月7日上午8時55分，中央氣象局解除海上颱風警報。

## 熱帶氣旋警告使用記錄

### 台灣
| 交通部中央氣象局 颱風警報 | 交通部中央氣象局 颱風警報 | 交通部中央氣象局 颱風警報 |
| ------------------------- | ------------------------- | ------------------------- |
| 上一熱帶氣旋              | 海上颱風警報              | 下一熱帶氣旋              |
| 中度颱風象神              | 海上颱風警報              | 輕度颱風西馬侖            |

### 香港
| 香港天文台 熱帶氣旋警告信號 | 香港天文台 熱帶氣旋警告信號 | 香港天文台 熱帶氣旋警告信號 |
| --------------------------- | --------------------------- | --------------------------- |
| 上一熱帶氣旋                | 一號戒備信號                | 下一熱帶氣旋                |
| 颱風悟空                    | 一號戒備信號                | 颱風飛燕                    |

### 澳門
| 地球物理暨氣象局 熱帶氣旋信號 | 地球物理暨氣象局 熱帶氣旋信號 | 地球物理暨氣象局 熱帶氣旋信號 |
| ----------------------------- | ----------------------------- | ----------------------------- |
| 上一熱帶氣旋                  | 一號風球                      | 下一熱帶氣旋                  |
| 颱風悟空                      | 一號風球                      | 颱風榴槤                      |

## 外部連結
- （日語）http://www.jma.go.jp/ （页面存档备份，存于） 日本氣象廳首頁
- （英文）http://www.usno.navy.mil/JTWC/ （页面存档备份，存于） 聯合颱風警報中心首頁
- （简体中文）https://web.archive.org/web/20120928121548/http://www.nmc.gov.cn/ 中央氣象台首頁
- （繁體中文）http://www.cwb.gov.tw/ （页面存档备份，存于） 中央氣象局首頁
- （繁體中文）http://www.hko.gov.hk/ （页面存档备份，存于） 香港天文台首頁
- （繁體中文）http://www.smg.gov.mo/ （页面存档备份，存于） 澳門地球物理暨氣象局首頁